# Гірнича промисловість Узбекистану
Гірнича промисловість Узбекистану

## Загальна характеристика
Гірнича промисловість У. видобуває бл. 65 видів мінеральної сировини (2002). Питома вага гірн. промисловості в загальному обсязі пром. виробництва У. в 90-х рр. XX ст. становила 9,9%. Провідні галузі – видобуток газу і руд кольорових металів. В країні на 2002 р. діє 440 рудників, шахт, кар’єрів, нафтогазопромислів, заводів тощо. Іноземні інвестори беруть участь в 200 проектах геологорозвідувальних робіт, реконструкції і будівництві нових підприємств з капіталовкладеннями приблизно 10 млрд дол. Розробку родов. корисних копалин і переробку сировини в У. здійснюють: найбільші в Центр. Азії Алмаликський і Навоїнський ГМК, працює Узбецький комбінат тугоплавких і жароміцних металів та Узбецький МК, АТ “Вугілля”, асоціація “Узалмаззолото” та ін. За 1991-1999 рр. обсяг виробництва добувної галузі зріс на 25%, зокрема видобуток нафти – у 2,8 раза, газу – на 32%.

## Окремі галузі

### Видобуток нафти і газу
У 1920 видобуток нафти в Ферганській обл. становив 17,8 тис.т/рік, в 1932 досяг 50 тис. т, в 1946 – 760 тис. т. Макс. рівень нафтовидобутку в Фергані досягнуто в 1964 – 2,2 млн т. Паралельно йшло освоєння нафт. родов. Сурхандар’їнської обл. Видобуток газу початий в 1959 на Джаркакському газовому родов., згодом – на Газлінському родов. З середини 1970-х рр. почалася експлуатація Мубарекської і Шуртанської груп родов. газу, що містить H2S. Макс. рівень газовидобутку досягнуто в 1978 – 38 млрд м³ газу/рік. З 1980 розробляються поклади багаті на сірководень. До 1990 в У. відкрито 129 родовищ. Експлуатаційний фонд наприкінці XX ст. нараховував понад 1,2 тис. свердловин. Родовища розробляються методом підтримки пластового тиску заводненням. Підвищення нафтовіддачі досягається лужно-кислотною обробкою і гідрохімічним розривом пластів.
Наприкінці XX ст. видобуток газу в країні зростав. Основні р-ни видобутку – Кашкадар'їнський, Бухарський регіон та північ Узбекистану. У 1992 р. видобуто 42.7 млрд куб.м, у 1999 р. – 55.6 млрд куб.м. Бл. 95% видобутку забезпечують 12 великих родовищ (в тому числі Газлі, Зеварді, Алан, Памук, Денгізкуль-Хаузак). Родовища сильно вироблені. Зокрема, нафтогазоконденсатне родов. Газлі вироблене на 90%. До промислового освоєння підготовлено 48 родовищ з сумарними розвіданими запасами газу близько 450 млрд куб.м. Найбільшими є Кандимська і Шуртанська групи родовищ. У 2001 р. компанії UzPEK Ltd. (дочірня компанія британської Trinity Energy) видана ліцензія на розробку газоконденсатного Адамташського і нафтогазового Кизилбайракського родовищ Гіссарського регіону (Афгано-Таджицький НГБ). Видобуток ведеться на основі угоди про розподіл продукції протягом 25 років з правом продовження на 15 років. Ряд нафтогазових родовищ з сумарними запасами 250 млрд куб.м газу спільно розробляють компанії (в дужках – частки компаній): «ЛУКОЙЛ» (45%), «Ітера» (45%), «Узбекнафтогаз» (10%). Максимальний щорічний об'єм видобутку газу ними становитиме 10 млрд куб.м. Необхідні капіталовкладення 750 млн дол. Велика частина узбецького газу вимагає переробки через високий вміст сірки. У основному газ переробляється на Мубарекському ГПЗ, потужність якого становить 35 млрд куб./рік. У 2001 р. «Узбекнафтогаз» поставив до ладу Шуртанський газохімічний комплекс на півд. заході країни (Кашкадар’їнський р-н), який включає установки по переробці газу і його скрапленню потужністю 137 тис. т/рік. Велика частина газу, що добувається в країні йде на внутрішнє споживання, яке зростає приблизно такими ж темпами, як і видобуток (в 1992 р. споживання становило 30.8 млрд куб.м, в 1999 р. – 40.2 млрд куб.м). Країна на початку XXI ст. експортує газ в Казахстан, Киргизстан і Таджикистан. У травні 2000 р. підписана угода про закупівлю Росією в Узбекистані протягом п'яти років 5 млрд куб.м газу на рік.
На початку XXI ст. Узбекистан – один з провідних продуцентів вуглеводнів серед країн СНД. Видобуток нафти і газового конденсату в 2001 р. склав 7,256 млн т (+3.7% до 2000). Монопольний оператор галузі – “Узбекнафтогаз”. Компанія заснована в 1998 і об'єднує вісім акціонерних компаній [Mining Annual Review 2002].
В Узбекистані в 2003 почалося технологічне переоснащення Ферганського НПЗ, яке дозволить на третину збільшити виробництво нафтопродуктів і поліпшити їх якість. Планують збільшити в 2004 році експорт нафтопродуктів не менш ніж на 1 млн тонн, насамперед за рахунок "світлих" видів пального. Для узбекистанських НПЗ головна задача на початку XXI ст. – розширити технологічні можливості для переробки як можна більшого числа сортів нафти: західносибірської, кумкольської, важкої казахської. Глибину переробки країна поліпшила ще в 1990-х роках.

### Вугілля
Промисловий видобуток вугілля в У. почато в 1940 на Ангренському буровуг. родовищі, яке розроблялося відкритим і підземним способами. З 1958 підземним способом експлуатується кам.-вугільне родов. Шаргунське. Узбекистан видобув 3.0 млн т вугілля в 2001 проти 2.5 млн т в 2000. Все вугілля видобула національна компанія “Ugol”. 
У 2002 р. уряд Узбекистану висунув програму розвитку вугільної промисловості до 2010 р, згідно з якою передбачається збільшення видобутку вугілля та його частки в паливно-енергетичному балансі країни. Зокрема передбачається технічне переозброєння підприємств Ангрена та Апартака. Потреба в інвестиціях – 250 млн дол. Проект фінансується за рахунок кредитів німецьких банків та за участю німецьких фірм.

### Марганець
На базі ресурсів марганцевоносних ділянок Дауташського родов. (Іраль, Шиварсай, Шкільний Західний) в останні роки організовано СП, яке передбачає видобуток 40 тис. т руди на рік і виробництво 15 тис. т товарного марганцевого концентрату. 
Мідь. Добувні роботи по Cu на межі ХХ-XXI століть сконцентровані на родов. Калмакир, Сарі Чеку і Далеке.

### Золото
Станом на 2000 р. за видобутком золота У. займає 9-е місце у світі. Видобуток Au в Узбекистані за 1998 р. становив 85 т, за 2001 р. – близько 86 т. Промисловий видобуток золотих руд ведеться в Зах. і Сх. У. Розробку проводять відкритим способом з використанням екскаваторів і драґлайнів; збагачення – флотацією. Найбільше родовище Мурунтау дає бл. 60% видобутку золота в країні. Тут же попутно отримують вольфрамовий концентрат. Крім того, золото видобувають з мідно-молібденових руд.
Група золоторудних родов. Мурунтау розробляється з 1967 р. Навоїським гірничометалургійним комбінатом – НГМК (наприкінці XX ст. концерн “Кизилкумредметзолото”) - одним з найбільших в Центральній Азії виробників золота і урану. Основною золоторудною базою підприємства є родовище Мурунтау (Центральні Кизилкуми), розробка якого ведеться з 1967 року. У складі комбінату діють два золотодобувних заводи: ГМЗ-2 в Зеравшані і ГМЗ-3 в Учкудуці (UzReport.com). Видобуток Au концерном в 1998 становив 55 т/рік, запаси в гірському відведенні оцінюються в 2130 т Au. На рубежі ХХ-XXI ст. приріст видобутку золота на НГМК склав 40%. Згідно з розробленою Навоїським ГМК програмою розвитку золотодобувного напряму підприємства до 2005 року компанія планує збільшити виробництво золота на 7% в порівнянні з 2002 роком, а до 2010 - на 18%. Основний приріст виробництва золота забезпечить новий комплекс в Центральних Кизилкумах, початок будівництва якого запланований на 2003 р. Вартість проекту становить $250 млн. Комплекс включатиме золотозбагачувальну фабрику в Учкудуці на базі технологій біоксидного вилуговування (Biox) і гірничі підприємства на родовища Кокпатас і Даугістау. Річна проектна потужність заводу по руді 5 млн тонн. Проект буде реалізовуватися в два етапи протягом 4-х років. При виході на проектну потужність завод випускатиме близько 20 тонн золота на рік.

### Видобуток руд рідкісних і кольорових металів
З 1940-х рр. експлуатувалися родов. вольфрамових і олов'яних руд, б.ч. яких вироблена. З 1970-х рр. видобуток бісмутових руд здійснюється на родов. Устарасайське, вольфрамових – на Інгічкінському і Койташському родовищах. Розробка проводиться підземним способом. Використовуються камерно-стовпова система розробки з магазинуванням руди і суцільною виїмкою. Видобуток мідних і молібденових руд здійснюється на Кальмакирському і Саричекінському родовищах, свинцевих і цинкових руд – на Учкулачському родовищі. Розробку веде Алмаликський ГМК відкритим способом. Розробку молібденових і вольфрамових покладів веде Чирчикський (Chirchik) комбінат.
В Узбекистані основним підприємством кольорової металургії є Алмаликський ГМК, на якому в 1998 р. виробництво Cu становило 89,93 тис. т (за 1997 р. 115,70 тис. т) і добування Ag 75 т при його позитивній динаміці. Комбінатом також здійснюється виробництво Pb-Zn-конц-тів, Mo, Cd, Se, Te і рафінованого Au (15-20% від всього виробництва в країні). З 1998 р. почате виконання 10-літньої програми (1998-2008) реконструкції підприємств комбінату вартістю 630 млн т із збільшенням виробництва Cu до 140 тис. т/рік і вилучення дорогоцінних металів на 45%. Компанія Oxus Resources підготувала ТЕО будівництва ГМК на поліметалічному родов. Кандіза в Сурхандар’їнській області проектною продуктивністю 1 млн т руди на рік з виробництвом Cu-, Zn- і Pb-конц-тів, а також попутним добуванням Ag. Запаси руди в гірському відведенні підприємства оцінюються в 22 млн т з сер. вмістом Zn 6,9%, Pb 3,8%, Cu 0,6% і Ag 0,3 г/т [Mining J. - 1999. - 333, 8556]. На початку XXI ст. (2001) Алмаликський комбінат обробляє приблизно 25 млн т/рік руди і продукує бл. 80 тис. т рафінованої міді, 55 т срібла і 13 т золота, виробляє цинковий, свинцевий концентрати, первинний молібден, кадмій, селен і телур.

### Молібден
В країні у 2000 р вироблено 348.3 т молібдену, у 2001 – 580 т (+66.5%). Вольфраму у 2000 р. – 191.7 т, у 2001 – 260 т (+35.6%). Основний виробник – Чирчикський (Chirchik) комбінат. У 2001 р. розпочалася програма нового розвитку цього комбінату побудованого ще в 1956 р. і завантаженого в 1990-х тільки частково. Компанія Uzmetall Technology, - СП між Узбекистаном і Ізраїлем (Metek Metals), - планує виробляти та експортувати узбецький молібден з 2002 р (у 2002 – 300 т). Потенційні покупці – країни ЄС, Японія, США. Компанія Metek Metals будує в Узбекистані нові переробні потужності для одержання 600 т/рік триоксиду молібдену [Mining Annual Review 2002].

### Вольфрам
Існує реальна можливість довиробки вольфрамового рудника Інґічка (Ingichka) в регіоні Ташкента (працював у 1941-1996). Залишки руди на руднику – бл. 100 тис. т. Інтерес до цього проекту, а також розробки вольфрамового родов. Саутбай має компанія Metek Metals [Mining Annual Review 2002].

### Уран
Узбекистан займає 6-е місце у світі (2000 р) по виробництву природного урану. З 1996 р відмічена тенденція збільшення видобутку урану (до 2000 р – в 1,4 раза), зокрема підземним вилуговуванням. Виробництво U у всіх формах за 1998 р. становило 2 тис. т, 1999 р. – 2,2 тис. т, 2000 р. – 2,05 тис. т. Запаси, підготовлені для розробки можуть забезпечити стабільну роботу Навоїського ГЗК на 15-20 років.

### Фосфорити
Вперше освоєне родовище зернистих фосфоритів Ташкура Джерой-Сардар'їнської групи. Видобуток розпочато у 2000 р. Діє кар'єр і збагачувальна фабрика потужністю 400 тис. т концентрату на рік, який переробляють у суперфосфат на заводі в м. Коканд [Mining Annual Review. 2000]. У 2002 р. завершено будівництво Кизилкумського фосфоритного комбінату і почато його промислове освоєння. Виробництво фосфоритного концентрату дозволить завантажити Алмаликський і Самаркандський хімзаводи.

### Гірничохімічна промисловість
Гірничохімічна промисловість зосереджена г.ч. в Сурхандар’їнській і Ташкентській обл. і представлена підприємствами по видобутку і переробці кам. солі, сірки і флюориту. Кам'яна сіль добувається на родов. Ходжаїканське відкритим способом. Розробка флюориту на родов. Агата-Чібаргатинське і Наугіськенське ведеться підземним способом. Збагачення – флотацією. Сірка вилучається попутно з свинцево-цинкових і мідних руд Алмаликського р-ну, а також з сірководневих газів газових родов. Бухаро-Хівінської обл. 
З нерудної індустріальної сировини добуваються польові шпати і повторні каоліни, бентонітові глини. Всі родов. розробляються відкритим способом.

### Будівельні матеріали
Видобуток нерудних буд. м-лів – одна з провідних галузей гірничодобувної промисловості. Наприкінці XX ст. остання нараховувала понад 600 підприємств. Видобуток блоків облицювального матеріалу ведеться шпуроклиновим методом і каменерізними машинами. Видобуток всіх інших буд. матеріалів здійснюється із застосуванням буропідривних робіт. Для цем. виробництва добувають вапняки, суглинки, глинисті сланці, глієжі. Розробляються 25 піщано-гравійних родовищ, 48 родовищ глин; 5 родовищ керамзитових глин; 15 родовищ облицювальних каменів, 10 родовищ мармурів, родовища травертиноподібних вапняків, будівельного каменю.
З родовищ дорогоцінних та виробних каменів в У. розробляється Джаманкаскирське родов. бірюзи (відкритим способом). 
Мінеральні води добуваються для лікувальних і курортно-санаторних цілей.

## Наукові установи
У галузі геології і гірн. справи провідними є: Сер.-Азіат. наук.-досл. інститут геології і мінеральної сировини (засн. в 1957, Ташкент); Інститут гідрогеології та інж. геології (засн. в 1960, Ташкент); Інститут геології і розвідки нафтових і газових родов. (1959, Ташкент); Інститут геології і геофізики ім. X.М.Абдулаєва АН Узбекистану (1937, Ташкент); Інститут сейсмології АН Узбекистану (1966, Ташкент); Сер.-азіат. наук.-досл. інститут газу (1965; Ташкент); Сер.-азіат. наук.-досл. і проектний інститут нафти (1970, Ташкент); Ташкентський університет (1920); Ташкентський політехнічний інститут (1933), а також галузеві, проблемні лабораторії і інші структурні підрозділи. Підготовка кадрів для геол. служби і гірн. промисловості здійснюється у Ташкентському держ. університеті; Ташкентському політехному інституті, Навоїнському держ. гірн. інституті (засн. у 1995) і Ташкентському геологорозвідувальному технікумі.

## Періодика
Питання геології і гірн. наук висвітлюються в “Узбецькому геологічному журналі" (з 1958), “Вістях АН Узбекистану" (з 1957), “Доповідях АН Узбекистану (з 1948).